# Kasey Palmer
Kasey Remel Palmer (ur. 9 listopada 1996 w Londynie) – jamajski piłkarz z obywatelstwem brytyjskim, występujący na pozycji ofensywnego pomocnika lub skrzydłowego w angielskim klubie Hull City oraz w reprezentacji Jamajki. Uczestnik Copa América 2024. Młodzieżowy reprezentant Anglii.